# Keetje Tippel
Keetje Tippel (conocida en Latinoamérica como Sudor caliente) es una película dramática de 1975 dirigida por Paul Verhoeven, basada en las memorias de la escritora neerlandesa Neel Doff y protagonizada por Monique van de Ven y Rutger Hauer. La película fue un éxito de taquilla en los Países Bajos.

## Sinopsis
La joven Keetje se muda a la ciudad de Ámsterdam en 1881 con su familia de clase baja y se ve en la obligación de ejercer la prostitución para poder sobrevivir. Sin embargo, al lograr un inesperado éxito en dicha profesión, empieza a ser corrompida por el dinero fácil.

## Reparto
- Monique van de Ven - Keetje Tippel
- Rutger Hauer - Hugo
- Peter Faber - George
- Andrea Domburg - Madre de Keetje
- Hannah de Leeuwe - Mina
- Eddie Brugman - André